# Phu Cat Lufthavn
Phù Cát Lufthavn (IATA:UIH, ICAO:VVPC) ligger på Quy Nhon, province Binh Dinh, Vietnam.

## Terminaler
- Vietnam Airlines (Ho Chi Minh-byen, Hanoi, Da Nang)